# X-Men vs. Street Fighter
X-Men vs. Street Fighter (Japans: エックスメンＶＳ．ストリートファイター) is een computerspel voor het platform Sega Saturn. Het spel werd uitgebracht in 1997.

## Platforms
| Jaar | Platform    |
| ---- | ----------- |
| 1996 | Arcade      |
| 1997 | SEGA Saturn |
| 1998 | PlayStation |

## Ontvangst
| Beoordeeld door          | Platform    | Datum             | Score |
| ------------------------ | ----------- | ----------------- | ----- |
| Digital Extremes         | SEGA Saturn | 1998              | 100%  |
| Lens of Truth            | SEGA Saturn | 26 maart 2009     | 100%  |
| High Voltage Online      | SEGA Saturn | 13 september 2006 | 97%   |
| Consoles Plus            | SEGA Saturn | januari 1998      | 95%   |
| SEGA-Mag (Objectif-SEGA) | SEGA Saturn | 14 mei 2008       | 90%   |
| Joystick (Frans)         | SEGA Saturn | februari 1998     | 88%   |
| NowGamer                 | PlayStation | 26 februari 1998  | 82%   |
| GameSpot                 | SEGA Saturn | 12 december 1997  | 74%   |
| Gamereactor (Denemarken) | PlayStation | 20 augustus 1998  | 60%   |
| GamePro (USA)            | PlayStation | 24 november 2000  | 40%   |